# Thomas Ebert
Thomas Ebert (Roskilde, 23 juli 1973) is een Deens voormalig roeier. Hij debuteerde tijdens de wereldkampioenschappen roeien 1994 met een negende plaats in de lichte-dubbel-twee. Vanaf de wereldkampioenschappen roeien 1995 kwam Ebert alleen uit in het boordroeien. Hij boekte zijn eerste succes in de niet-olympische lichte-dubbel-twee en won een wereldtitel en een bronzen medaille op de wereldkampioenschappen. Vanaf de wereldkampioenschappen roeien 1997 kwam Ebert voornamelijk uit in de olympische lichte-vier-zonder-stuurman. Na drie wereldtitels tijdens de wereldkampioenschappen roeien 1997, 1998 en 1999 maakte Ebert zijn olympische debuut tijdens de Olympische Zomerspelen 2000 en won hij een bronzen medaille. Hij won in 2002 en 2003 wederom de wereldtitel in de lichte-vier-zonder-stuurman. Ebert won tijdens de Olympische Zomerspelen 2004 de olympische titel in de lichte-vier-zonder-stuurman. Hij nam tijdens de wereldkampioenschappen roeien 2005 deel in de lichte-twee-zonder-stuurman en won toen de wereldtitel. Ebert sloot zijn carrière af met olympisch goud op de Olympische Zomerspelen 2008 in de lichte-vier-zonder-stuurman.

## Resultaten
- Wereldkampioenschappen roeien 1994 in Indianapolis 9e in de lichte-dubbel-twee
- Wereldkampioenschappen roeien 1995 in Tampere  in de lichte-twee-zonder-stuurman
- Wereldkampioenschappen roeien 1996 in Motherwell  in de lichte-twee-zonder-stuurman
- Wereldkampioenschappen roeien 1997 in Aiguebelette-le-Lac  in de lichte-vier-zonder-stuurman
- Wereldkampioenschappen roeien 1998 in Keulen  in de lichte-vier-zonder-stuurman
- Wereldkampioenschappen roeien 1999 in St. Catharines  in de lichte-vier-zonder-stuurman
- Olympische Zomerspelen 2000 in Sydney  in de lichte-vier-zonder-stuurman
- Wereldkampioenschappen roeien 2001 in Luzern  in de lichte-vier-zonder-stuurman
- Wereldkampioenschappen roeien 2002 in Sevilla  in de lichte-vier-zonder-stuurman
- Wereldkampioenschappen roeien 2003 in Milaan  in de lichte-vier-zonder-stuurman
- Olympische Zomerspelen 2004 in Athene  in de lichte-twee-zonder-stuurman
- Wereldkampioenschappen roeien 2005 in Gifu  in de lichte-twee-zonder-stuurman
- Olympische Zomerspelen 2008 in Peking  in de lichte-vier-zonder-stuurman

1996: Victor Feddersen & Niels Henriksen & Thomas Poulsen & Eskild Ebbesen ·
2000: Laurent Porchier & Jean-Christophe Bette & Yves Hocdé & Xavier Dorfman ·
2004: Thor Kristensen & Thomas Ebert & Stephan Mølvig  & Eskild Ebbesen ·
2008: Mads Kruse Andersen & Eskild Ebbesen & Thomas Ebert & Morten Jørgensen·
2012: James Thompson & Matthew Brittain & John Smith & Sizwe Ndlovu ·
2016: Mario Gyr & Simon Niepmann & Simon Schürch & Lucas Tramèr